# Gaje Suchodolskie
Gaje Suchodolskie (ukr. Гаї-Суходільські) – wieś na Ukrainie w rejonie złoczowskim należącym do obwodu lwowskiego.
Do 2020 w rejonie brodzkim. 